# Villa Paula de Sarmiento
Villa Paula de Sarmiento är en ort i Argentina.   Den ligger i provinsen San Juan, i den centrala delen av landet, 1 000 km väster om huvudstaden Buenos Aires. Villa Paula de Sarmiento ligger 646 meter över havet och antalet invånare är 19 092.
Terrängen runt Villa Paula de Sarmiento är platt åt sydost, men åt nordväst är den kuperad. Runt Villa Paula de Sarmiento är det tätbefolkat, med 319 invånare per kvadratkilometer.. Närmaste större samhälle är San Juan, 4,9 km söder om Villa Paula de Sarmiento.
Runt Villa Paula de Sarmiento är det i huvudsak tätbebyggt.